# Runavík Stadion
Runavík Stadion eller við Løkin er et multistadion (stadion til flere sportsgrene) i Runavík på Eysturoy i Færøerne.  Det anvendes i øjeblikket mest til fodboldkampe og er hjemmebane for NSÍ Runavík. Der er plads til 2.000 tilskuere.
62°06′21″N 6°43′24″V / 62.1058°N 6.7233°V